# Stade de Arue
Le stade de Arue, également connu sous le nom de stade Boris-Leontieff, est un stade de football tahitien situé dans la commune de Arue, à Tahiti en Polynésie française.
Le stade, doté de 1 000 places, sert d'enceinte à domicile pour l'équipe de football de l'Association sportive Arue.

## Histoire
Le stade fait partie du complexe sportif Boris-Leontieff, qui accueille toutes les différentes pratiques sportives au sein de la ville (rugby à XV, basket-ball, volley-ball, beach-volley, gymnastique, taekwondo, ou encore cross-fit entre autres).